# RNF43
RNF43‏ (Ring finger protein 43) هوَ بروتين يُشَفر بواسطة جين RNF43 في الإنسان.